# Sinus palléal

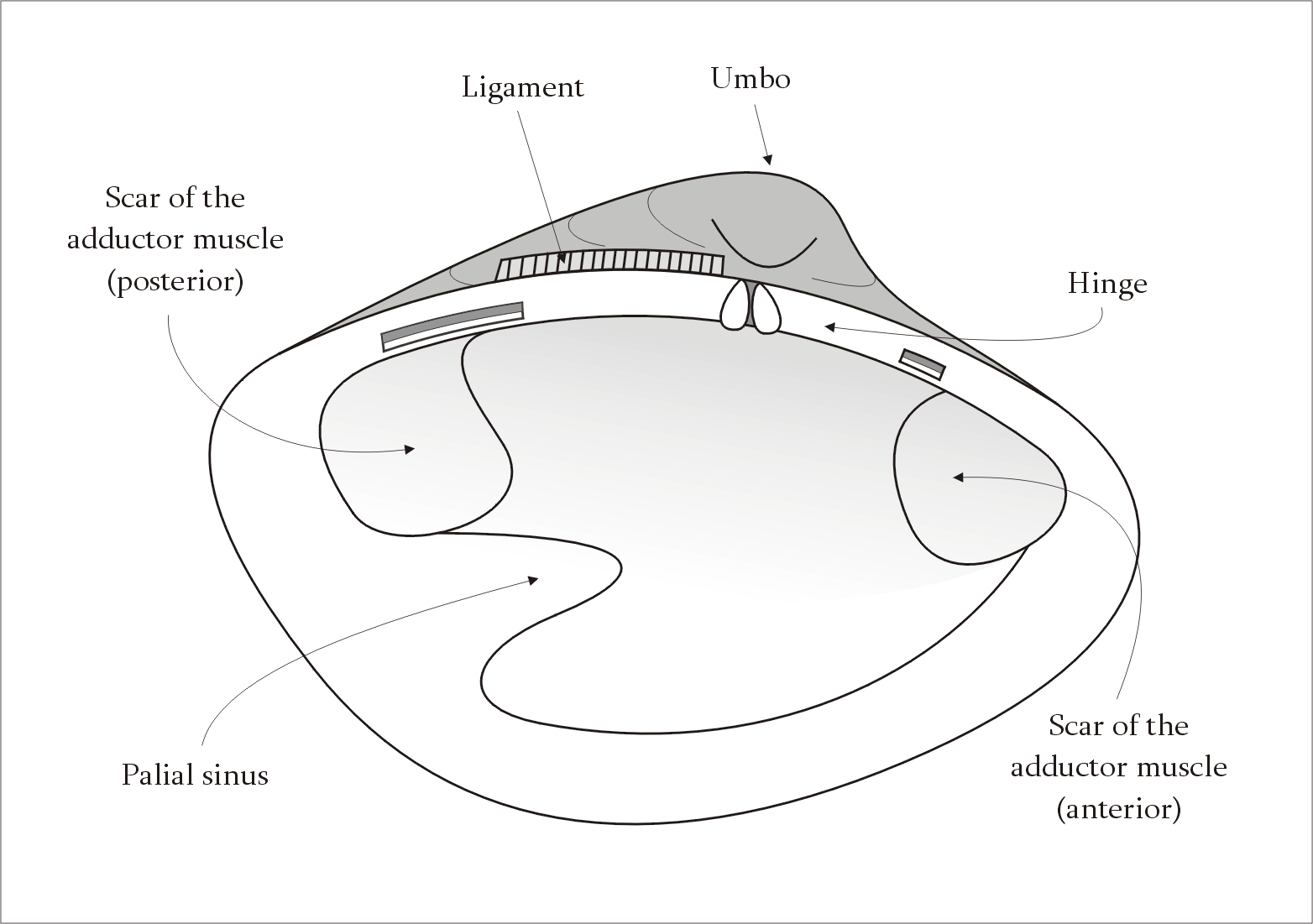
Intérieur de la valve gauche d'un Veneridae.

Le sinus palléal est une encoche visible au niveau de la ligne palléale à l'intérieur des valves de la coquille des mollusques bivalves, et qui correspond à la position des siphons de ces animaux, chez les espèces qui en sont pourvues. La position de sinus palléal est généralement bien visible, la ligne palléale, brillante au milieu de l'intérieur d'une coquille terne, marquant un décochement caractéristique,.